# Bjelovar
Bjelovar [ˈbjɛlɔʋaːr] (ungarisch Belovár/Bélavár, deutsch auch Bellowar oder älter Bellovar) ist eine Stadt im Norden Kroatiens, etwa 80 Straßenkilometer östlich der Hauptstadt Zagreb gelegen. Die Stadt ist zugleich Sitz der Gespanschaft Bjelovar-Bilogora.
Bjelovar befindet sich auf einer Ebene südlich des Bilogora-Gebirges. Die Stadtfläche erstreckt sich auf 191,9 km² und befindet sich auf 130 m Meereshöhe.
In der Stadtmitte gibt es einen nach Eugen Kvaternik benannten Park.

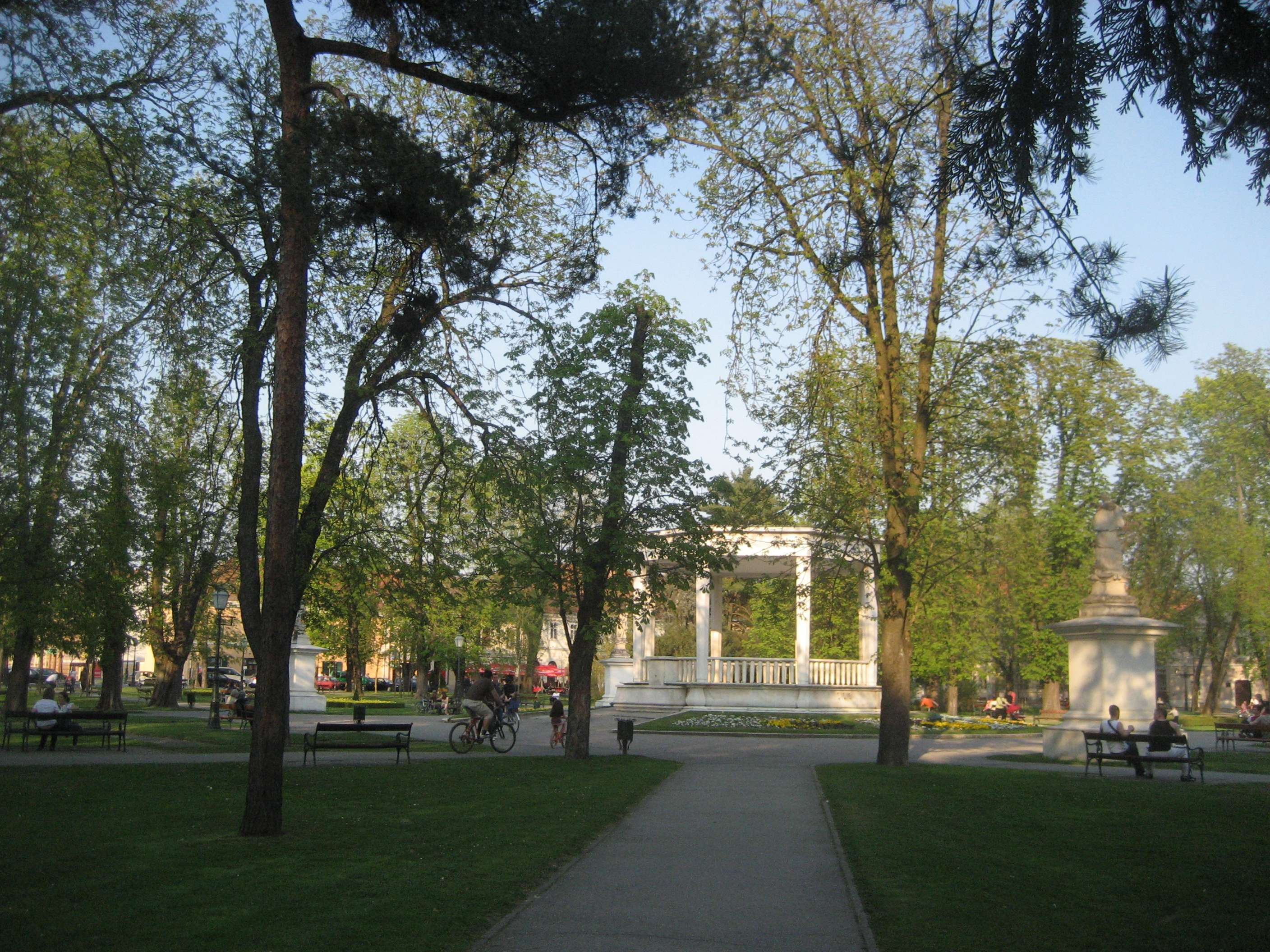
Park von Bjelovar

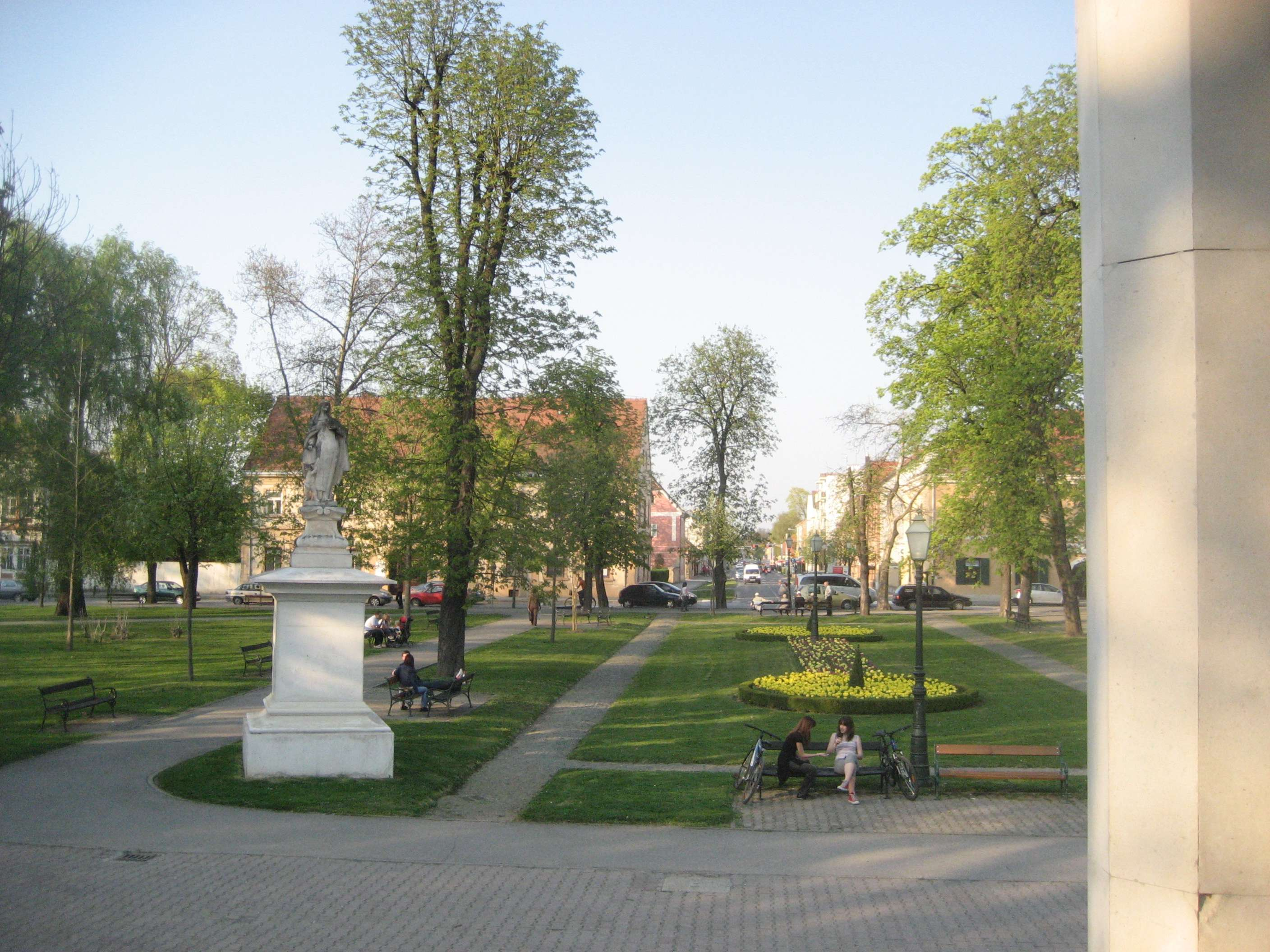
Zentrum von Bjelovar

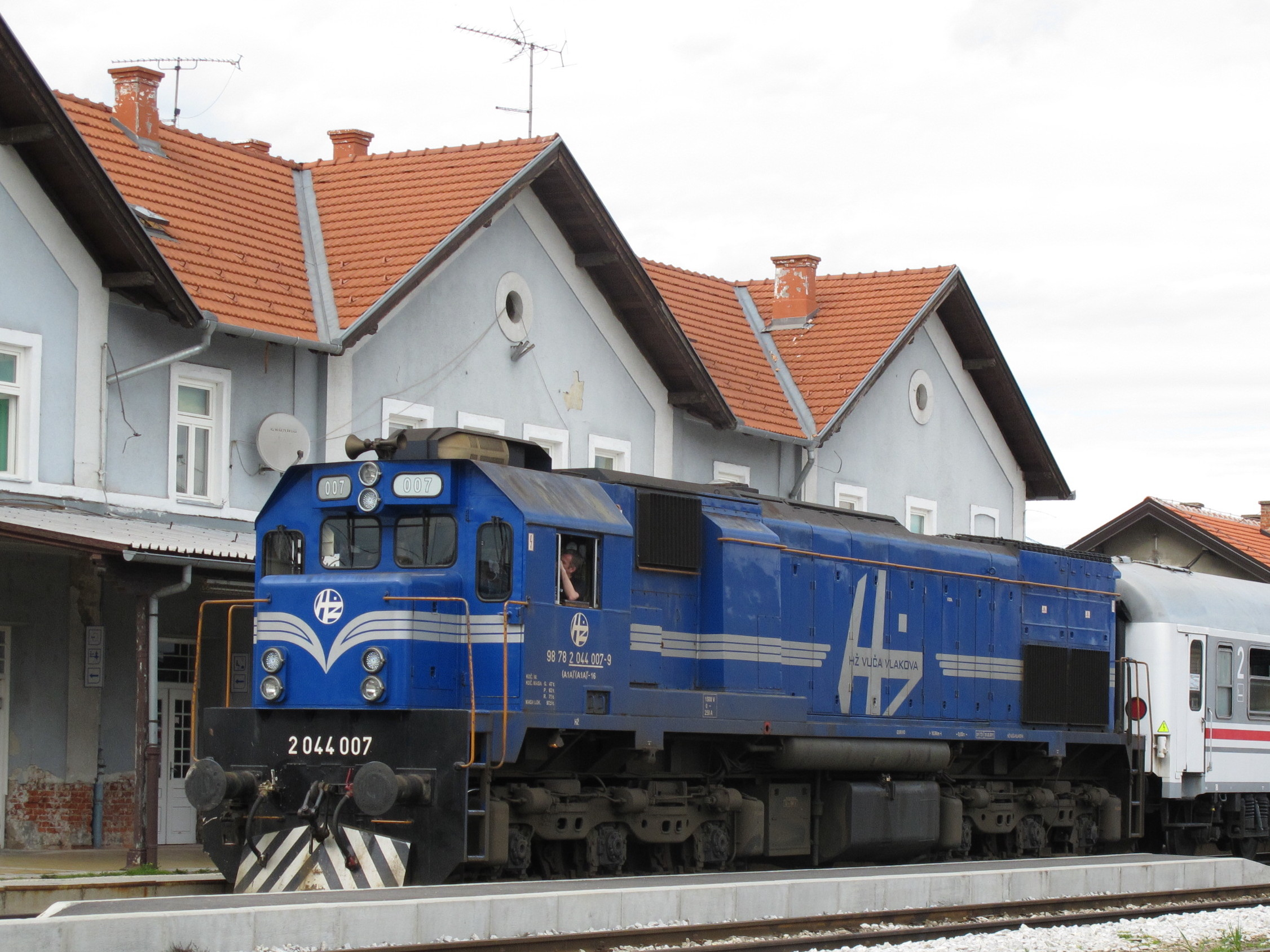
HŽ 2044 007 im Bahnhof

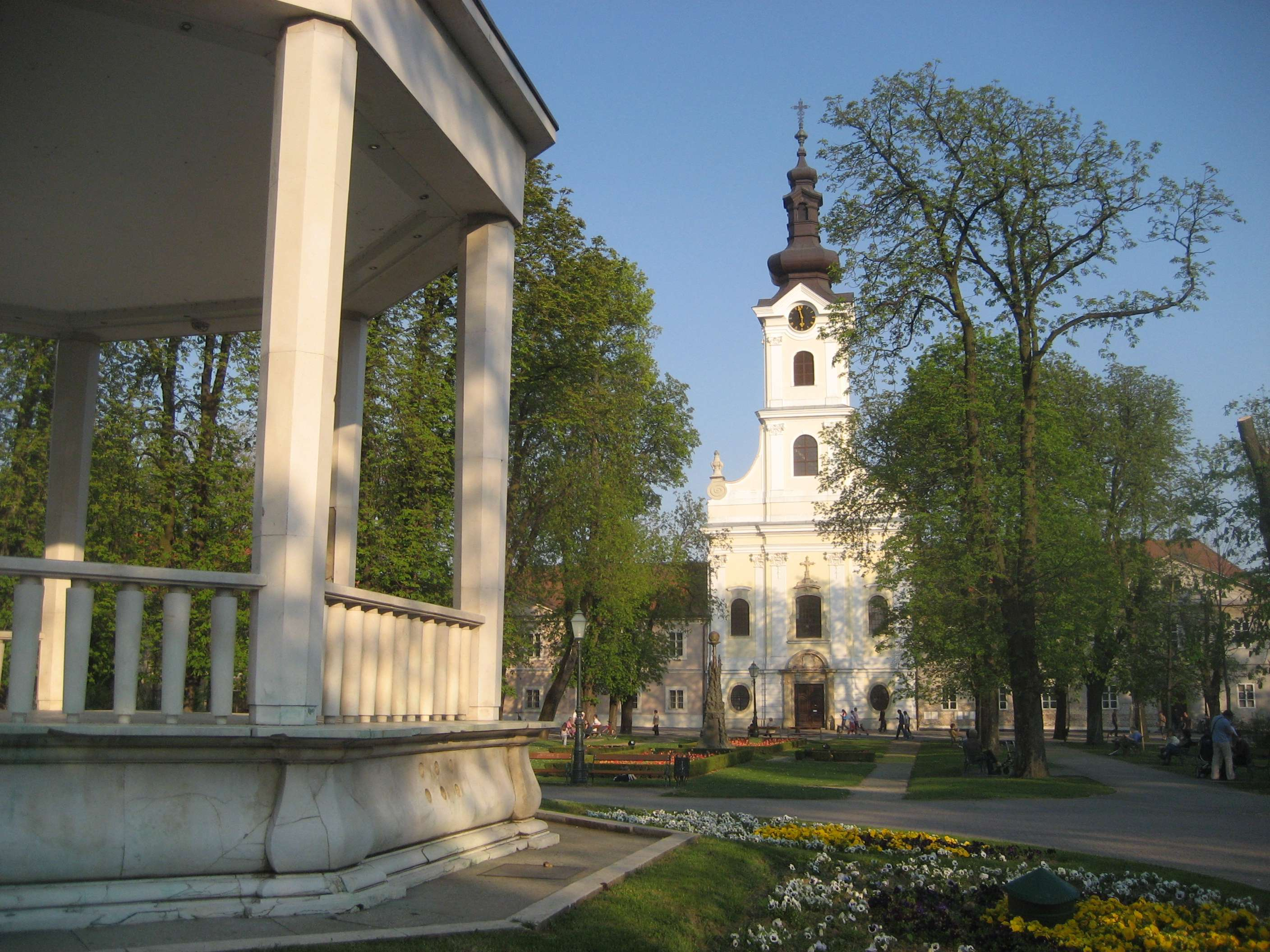
Zentrum von Bjelovar

In der Stadt gibt es neben zahlreichen Fachschulen und Berufsschulen auch die Hochschule für Wirtschaftswissenschaften als Fakultät der Universität Zagreb.

## Ortschaften
Die Stadt Bjelovar umfasst 31 Ortschaften (Stand 2006), diese sind: Bjelovar, Breza, Brezovac, Ciglena, Galovac, Gornji Tomaš, Gudovac, Klokočevac, Kokinac, Kupinovac, Letičani, Mala Ciglena, Malo Korenovo, Novi Pavljani, Novoseljani, Obrovnica, Patkovac, Plavnice Gornje, Plavnice Stare, Prespa, Prgomelje, Prokljuvani, Puričani, Rajić, Stančići, Stari Pavljani, Tomaš, Trojstveni Markovac, Veliko Korenovo, Zvijerci und Ždralovi.

## Geschichte
Bjelovar ist eine relativ junge Stadt und wurde im Jahr 1413 erstmals urkundlich erwähnt. Zu regional größerer Bedeutung gelangte die Stadt erst im Jahr 1756, als sie zu Zeiten der Kaiserin Maria Theresia zu einer Festung innerhalb der damaligen Militärgrenze ausgebaut wurde.
Bjelovar war zur Zeit des Königreichs Ungarn Sitz der Gespanschaft Belovár-Kőrös.
Die Stadt wurde um den zentralen Park Eugena Kvaternika  gebaut, der ursprünglich als Schlossplatz dienen sollte. Um diesen herum wurden die Straßen wie auf einem Schachbrett angelegt.
Im Jahr 1874 wurde die Stadt während der Amtszeit von Ban Ivan Mažuranić als Regierungschef Kroatiens zur freien Königsstadt erklärt und unterstand damit keiner Gespanschaft mehr, sondern der kroatischen Regierung direkt.
Im Kroatienkrieg wurde das Stadtzentrum von Panzern aus der in der Innenstadt gelegenen Kaserne der Jugoslawischen Volksarmee (JNA) massiv beschossen und erheblich beschädigt. Die Kaserne wurde durch die kroatische Armee Ende September 1991 eingenommen. Durch die Erbeutung großer Mengen an Waffen und Munition wurde ein wichtiger Beitrag zur Stärkung der bis dahin schlecht ausgerüsteten und im Aufbau befindlichen kroatischen Armee geleistet.

## Bevölkerung
Laut der Volkszählung 2011 lebten zu diesem Zeitpunkt auf dem politisch zur Stadt Bjelovar gehörenden Gebiet 42.753 Menschen, darunter:
- Kroaten: 36.753 (91,25 %)
- Serben: 1.877 (4,66 %)
- Roma: 293 (0,73 %)
- Albaner: 236 (0,59 %)
- Tschechen: 148 (0,37 %)
- andere: 969 (2,41 %)

## Verkehr
Bjelovar liegt an der Nationalstraße D 28, die von der Autobahn 4 über Vrbovec nach Daruvar führt. Sie wird in der Stadt von der D 43 (Đurđevac–Ivanić-Grad) gekreuzt. Die nächste Autobahnanschlussstelle der A4 (Sveta Helena) befindet sich 50 km westlich von Bjelovar; die AS Ivanić Grad der Autocesta A3 49 km südwestlich der Stadt. Bjelovar ist durch eine Zweigbahn an das kroatische Eisenbahnnetz angebunden.

## Kultur
Seit 1995 findet jährlich im Sommer die Terezijana statt, ein mehrtägiges kulturelles Ereignis, das auch von überregionalen Gästen besucht wird.

## Bauwerke
- Neue Synagoge (Bjelovar)

## Bekannte Bürger der Stadt

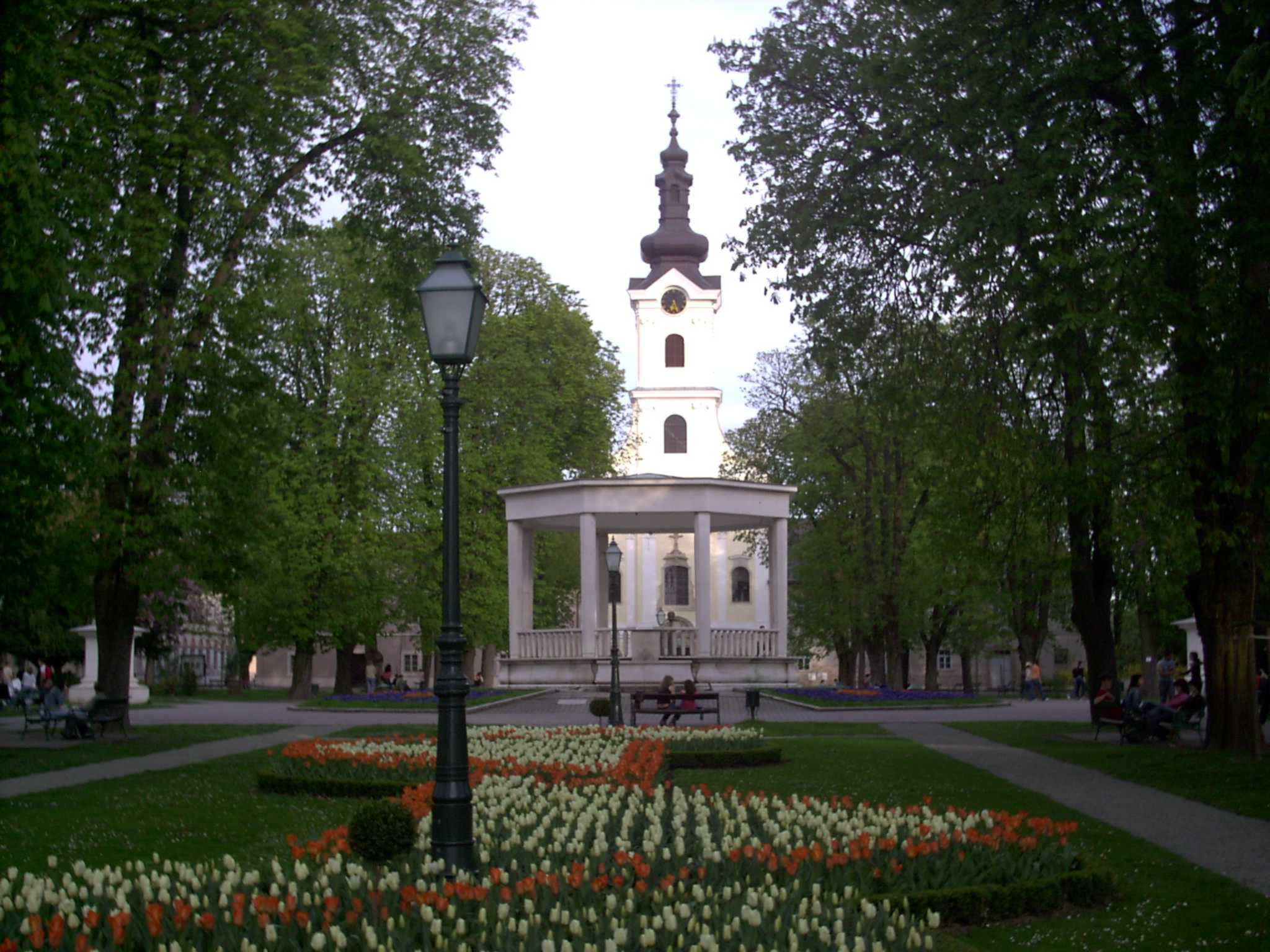
Park und Kirche von Bjelovar

### Söhne und Töchter der Stadt
- Franz von Frehlich (1771–1813), österreichischer Generalmajor und Ritter des Maria-Theresia-Ordens
- Franz von Harting (1778–1843), kaiserlich österreichischer Generalmajor
- Eduard Pechmann von Massen (1811–1885), österreichischer General und Geograf
- Eduard von Böltz (1864–1918), österreichischer General
- Karl Czapp (1864–1952), k.k. Landesverteidigungsminister, General der k.k. Landwehr und der österreichisch-ungarischen k.u.k. Armee
- Vojin Bakić (1915–1992), jugoslawischer Bildhauer
- Juraj Hrženjak (1917–2020), Politiker, Richter, Publizist und Verbandsfunktionär
- Ivan Gubijan (1923–2009), Hammerwerfer
- Teodor Romanić (1926–2019), bosnischer Dirigent und Komponist und Hochschullehrer
- Zvonimir Janko (1932–2022), Mathematiker
- Franjo Jurjević (1932–2022), Turner
- Boško Petrović (1935–2011), Jazzmusiker
- Hrvoje Horvat (* 1946), Handballspieler und -trainer
- Miroslav Pribanić (* 1946), Handballspieler
- Goran Tribuson (* 1948), Schriftsteller
- Đurđa Adlešič (* 1960), Politikerin
- Momčilo Bajagić Bajaga (* 1960), serbischer Pop-Rock-Sänger
- Mirko Bašić (* 1960), Handballtorhüter
- Gordan Jandroković (* 1967), Politiker
- Zoran Mamić (* 1971), Fußballspieler
- Hrvoje Horvat (* 1977), Handballspieler und -trainer
- Ognjen Vukojević (* 1983), Fußballspieler und -trainer
- Filip Gavranović (* 1991), Handballspieler
- Borut Puc (* 1991), kroatisch-slowenischer Tennisspieler
- Luka Šebetić (* 1994), Handballspieler
- Marko Iharoš (* 1996), Fußballspieler
- Miran Maričić (* 1997), Sportschütze

### Persönlichkeiten mit Bezug zur Stadt
- Mato Lovrak (1899–1974), Schriftsteller
- Đuro Sudeta (1903–1927), Schriftsteller
- Edo Murtić (1921–2005), Künstler
- Ivo Robić (1923–2000), Sänger
- Željko Seleš (1929–2020), Gründer und Trainer des Handballvereins RK Bjelovar, 1999 Ehrenbürger
- Albin Vidović (1943–2018), Handballspieler

## Städtepartnerschaften
1. Novalja
2. Pakrac
3. Imotski
4. Rubiera
5. Visoko